# Freihausen
Freihausen est un village allemand, situé entre Nuremberg et Ratisbonne dans la Bavière. Le village compte 230 habitants (2014) et est une partie de la commune de Seubersdorf in der Oberpfalz.

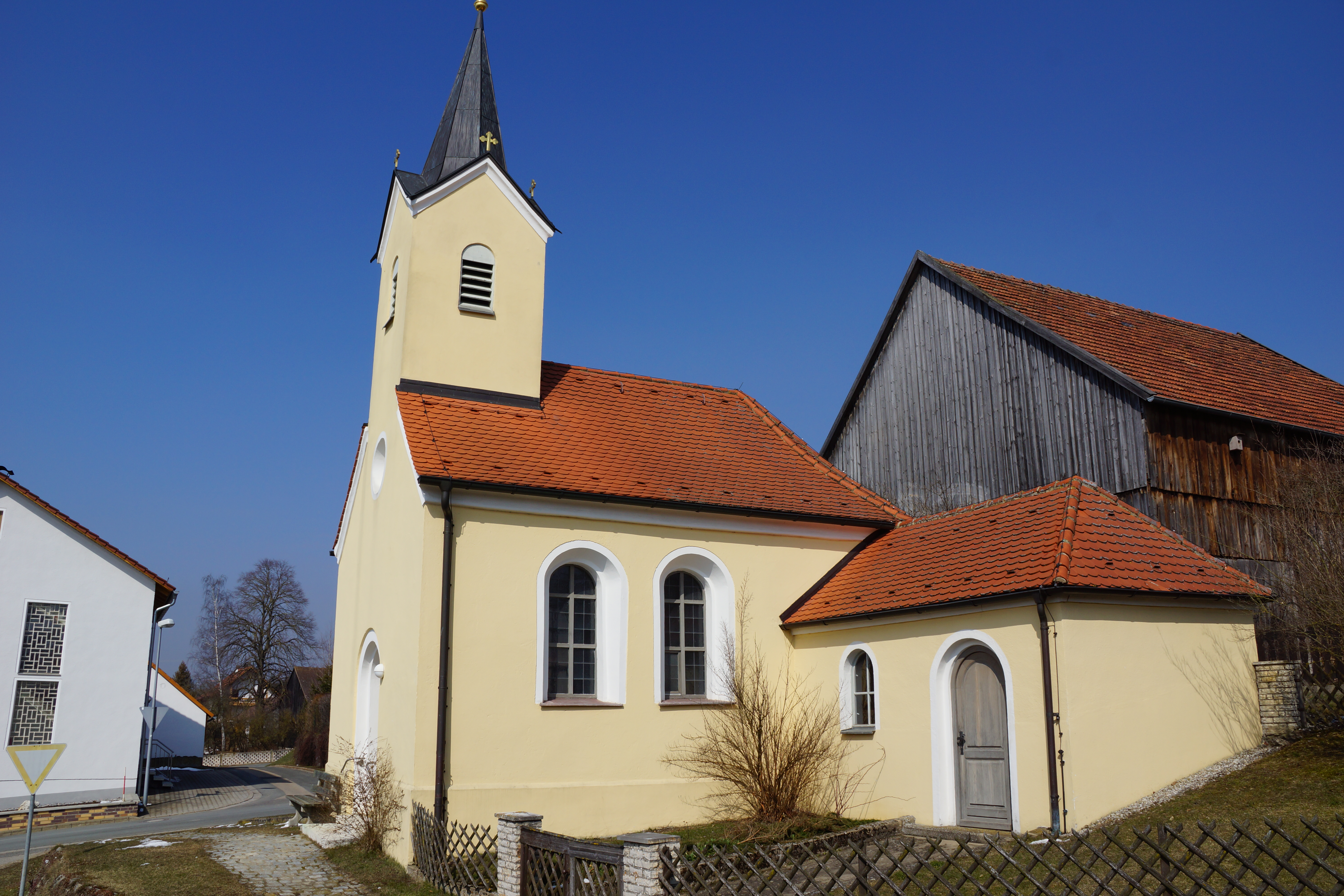
Chapelle Notre-Dame (« Zu unserer lieben Frau ») à Freihausen.

## Géographie

### Situation géographique
Freihausen est située à 55 kilomètres de Nuremberg et à 50 kilomètres de Ratisbonne. Freihausen se trouve sur le Jura franconien et le Wissinger Laber prend sa source dans le sud-est du village.

### Climat
Le climat de Freihausen est de type continental, assez sec, ce qui le différencie du climat des régions alpines, qui est plus humide. Les brouillards sont fréquents en automne et en hiver, de même que la présence d'une couche fermée de neige. La température moyenne annuelle est de 8,0 °C, la moyenne annuelle de précipitations est de 735 mm.
| Mois                                        | Janv | Fév  | Mars | Avr  | Mai  | Juin | Juil | Août | Sept | Oct  | Nov | Déc  | Année |
| ------------------------------------------- | ---- | ---- | ---- | ---- | ---- | ---- | ---- | ---- | ---- | ---- | --- | ---- | ----- |
| Températures minimales moyennes (°C)        | -5,0 | -4,0 | -1,0 | 2,0  | 7,0  | 10,0 | 12,0 | 11,0 | 8,0  | 4,0  | 0,0 | -3,0 | 3,5   |
| Températures maximales moyennes (°C)        | 1,0  | 3,0  | 8,0  | 13,0 | 18,0 | 21,0 | 23,0 | 22,0 | 18,0 | 12,0 | 6,0 | 2,0  | 12,0  |
| Moyennes mensuelles de précipitations (mm)  | 51   | 43   | 48   | 50   | 71,0 | 89   | 86   | 82   | 58   | 50   | 51  | 56   | 735   |
| Source = climate-data.org - Freihausen, DEU |      |      |      |      |      |      |      |      |      |      |     |      |       |